# Nyakibuye
Nyakibuye är ett vattendrag i Burundi.   Det ligger i provinsen Bururi, i den sydvästra delen av landet, 60 km söder om huvudstaden Bujumbura.
Omgivningarna runt Nyakibuye är en mosaik av jordbruksmark och naturlig växtlighet. Runt Nyakibuye är det ganska tätbefolkat, med 166 invånare per kvadratkilometer.